# Easte
Easte is een plaats in de Estlandse gemeente Saaremaa, provincie Saaremaa. De plaats heeft de status van dorp (Estisch: küla).
Tot in oktober 2017 behoorde Easte tot de gemeente Salme en sindsdien tot de fusiegemeente Saaremaa.

## Bevolking
Het dorp had 3 inwoners op 31 december 2011 en 7 inwoners op 31 december 2021.

## Ligging
De plaats ligt op het schiereiland Sõrve, dat deel uitmaakt van het eiland Saaremaa.

## Geschiedenis
De plaats werd voor het eerst genoemd in 1592 onder de naam Hya Mick als boerderij op het landgoed dat hoorde bij de kerk van Anseküla. In 1798 werd ze genoemd als nederzetting met de naam Ehast.
In 1977 werd Easte bij het buurdorp Anseküla gevoegd. In 1997 werd Easte weer een afzonderlijk dorp.